# Голубой гром
«Голубой гром» (англ. Blue Thunder) — американский кинофильм 1983 года в жанрах боевик, триллер и детектив. Режиссер Джон Бэдэм, дистрибьютер Columbia Pictures. 
В роли «Голубого грома» выступает французский вертолёт «Газель», на который была установлена кабина в стиле AH-64.
Также существует одноименный телесериал Blue Thunder 1984 года, состоящий из 11 серий.
В СССР демонстрировался на ММКФ.
20 августа 2000 года был показан по каналу ОРТ.

## Сюжет
Фрэнк Мерфи — пилот подразделения воздушной поддержки в полицейском департаменте Лос-Анджелеса и ветеран войны во Вьетнаме, страдающий посттравматическим стрессовым расстройством (его мучают кошмары, в которых Кокрейн применяет к пленному вьетнамцу «смертельный прыжок»). Его недавно назначенный напарник — новичок Ричард Лаймангуд. Вдвоем они патрулируют Лос-Анджелес ночью и оказывают помощь полиции на местах, а также позволяют себе сомнительные шалости подглядывать за женщинами.
Мерфи приказано присутствовать на демонстрации в пустыне Мохаве в «Пинквилле», и его выбирают для пилотирования новейшего вертолета, прозванного «Голубой гром». Боевой вертолет создан для борьбы с возможным крупномасштабным гражданским неповиновением, в том числе во время летних Олимпийских игр 1984 года. Вертолет обладает мощным вооружением, автоматическим наведением, инфракрасным сканером, направленным микрофоном, камерой, мобильной связью, компьютером и модемом, а также кассетный видеомагнитофон U-Matic (для 80-х — технологии на грани фантастики). Мерфи иронично замечает, что с достаточным количеством этих вертолетов «вы могли бы управлять всей чертовой страной».
Когда смерть члена городского совета Дайаны Макнили оказывается не просто случайным убийством, Мерфи начинает собственное тайное расследование. Он обнаруживает, что группа высокопоставленных лиц намеревается использовать «Голубой гром» для подавления беспорядков, которые сама же и устраивает с целью дестабилизации общества, и тайно устраняет политических противников для продвижения своих планов.
Мерфи подозревает в причастности своего старого заклятого врага времен войны, бывшего полковника армии США Ф. Э. Кокрейна, основного летчика-испытателя «Голубого грома», который к тому же считал Мерфи неподходящим для программы. Мерфи и Лаймангуд используют вертолет, чтобы подслушать и записать встречу Кокрейна с другими правительственными чиновниками, что становится неопровержимым доказательством против них, но Кокрейн выглядывает в окно, видит «Голубой гром» и понимает, что произошло. По возвращении герои не слишком заботятся о безопасности себя как свидетелей, Лаймангуд забирает пленку и прячет ее в мусорном контейнере у закусочной, но дома его уже поджидают. Его пытают, а затем убивают при попытке к бегству.
Вместо того, чтобы тихо забрать пленку, Мерфи угоняет «Голубой гром» и договаривается, чтобы пленку забрала его подруга Кейт и доставила на местное телевидение. Мерфи использует вертолет, чтобы помешать полиции, пущенной по ее следу. Кейт приходит в здание телеканала, но ее чуть не хватает один из заговорщиков, но его вырубает охранник, и запись оказывается у доверенного лица.
Поскольку Мерфи угнал вертолет и был признан угрозой безопасности, его пытаются остановить полиция и военные, Кокрейн и другие заговорщики используют все активы, чтобы уничтожить Голубой Гром. На него высылают два вертолета Bell 206. Он повреждает один вертолет, вынуждая аварийно приземлиться, со вторым устраивает виражи по виадуку реки Лос-Анджелес, пока его преследователь не разбивается. После этого два истребителя ВВС Национальной гвардии F-16 отправляются, чтобы разобраться с Мерфи, но ему удается сбить одного из них и уклониться от другого. При этом одна ракета уничтожает ресторан барбекю в Маленьком Токио, а вторая попадает в небоксреб ARCO Plaza. Операция приостановлена мэром. Кокрейн, стремящийся отомстить, не подчиняется приказу отступить и устраивает засаду на «Голубой гром» на вертолете Hughes OH-6 Cayuse. После напряженной битвы Мерфи удается сбить Кокрейна после выполнения мертвой петли с помощью функции наддува турбины.
Когда топливо уже на исходе, Мерфи сажает «Голубой гром» перед приближающимся товарным поездом, и тот уничтожает опасное оружие.
В конце голос диктора объявляет, что запись была предана гласности, а заговорщиков арестовали. Дальнейшая судьба героя неизвестна.

## В ролях
- Рой Шайдер — офицер Фрэнк Мэрфи
- Малкольм Макдауэлл — полковник Кокрейн
- Уоррен Оутс — капитан Джек Брэддок
- Кэнди Кларк — Кейт
- Дэниел Стерн — офицер Ричард Лайменгуд